# NGC 2277
NGC 2277 – asteryzm znajdujący się w gwiazdozbiorze Bliźniąt. Odkrył go Heinrich Louis d’Arrest 20 kwietnia 1865 roku. Różnie podawana jest liczba gwiazd wchodzących w skład tego asteryzmu – według niektórych źródeł to trzy leżące blisko siebie gwiazdy, w innych tylko najjaśniejsza (jasność 13m) z gwiazd tej trójki, wysunięta najbardziej na północ, w jeszcze innych NGC 2277 to pięć gwiazd – wymienione trzy wraz z gwiazdą podwójną leżącą na południe od nich.